# Ajuntament de Palma
L'ajuntament de Palma, anomenat també Cort, és la màxima institució del municipi de Palma i es troba a la Plaça de Cort, tot i que algunes dependències han estat traslladades a altres edificis. El màxim representant de l'ajuntament és el batle de Palma, càrrec que actualment ostenta Jaume Martínez Llabrés, del Partit Popular, governant en minoria.
L'edifici, que presenta una façana barroca amb elements manieristes, es construí entre 1649 i 1680. A la façana, coronada per un enorme ràfec de 3 metres de volada, hi destaquen elements que han pres nom propi com el Banc del si no fos i el Rellotge d'en Figuera.

## Govern municipal
El Ple de la Batlia està format per 29 regidors. A les eleccions municipals de 2023, el Partit Popular (PP) obtengué 11, el Partit Socialista de les Illes Balears (PSIB-PSOE) n'obtengué 8 regidors, Vox Baleares (Vox-Actúa Baleares) 6, Més per Palma-Estimam Palma (Més) 3 iUnides Podem (Podemos-EUIB) 1.
| Eleccions municipals de 28 de maig de 2023 - Palma                                |                                        |                                     |                                     |         |          |          |
| Candidatura                                                                       | Candidatura                            | Candidatura                         | Cap de llista                       | Vots    | Vots     | Regidors |
|                                                                                   | Partit Popular                         |                                     | Jaume Martínez Llabrés              | 51.228  | 32,18%   | 11 (+5)  |
|                                                                                   | Partit Socialista de les Illes Balears |                                     | José Francisco Hila Vargas          | 39.585  | 24,87%   | 8 (-1)   |
|                                                                                   | Vox                                    |                                     | Fulgencio Coll Bucher               | 32.586  | 20,47%   | 6 (+2)   |
|                                                                                   | Més per Palma-Estimam Palma            |                                     | Neus Truyol Caimari                 | 14.865  | 9,33%    | 3 ()     |
|                                                                                   | Unides Podem                           |                                     | Lucia Miriam Muñoz Alda             | 8.105   | 5,09%    | 1 (-2)   |
|                                                                                   | Ciutadans - Partit de la Ciutadania    |                                     | Eva Maria Pomar Juan                | 2.987   | 1,87%    | 0 (-3)   |
|                                                                                   | Vots en blanc                          |                                     |                                     | 2.292   | 1,44%    |          |
| Total vots vàlids i regidors                                                      | Total vots vàlids i regidors           | Total vots vàlids i regidors        | Total vots vàlids i regidors        | 160.947 | 100 %    | 29       |
|                                                                                   | Vots nuls                              | Vots nuls                           | Vots nuls                           | 1.786   | 1,10%    |          |
| Participació (vots vàlids més nuls)                                               | Participació (vots vàlids més nuls)    | Participació (vots vàlids més nuls) | Participació (vots vàlids més nuls) | 146.683 | 54,45%** |          |
| Abstenció                                                                         | Abstenció                              | Abstenció                           | Abstenció                           | *       | **       |          |
| Total cens electoral                                                              | Total cens electoral                   | Total cens electoral                | Total cens electoral                | '*      | 100 %**  |          |
| Alcalde:                                                                          |                                        |                                     |                                     |         |          |          |
| Fonts: (* No són vots sinó electors. ** Percentatge respecte del cens electoral.) |                                        |                                     |                                     |         |          |          |

## Batles
Vegeu també: Llista de batles de Palma.
Des de 2023, el batle de Palma és el popular Jaume Martínez Llabrés, governant en minoria.
| Període     | Batle o batlessa                                 | Partit polític | Data de possessió     | Observacions      |
| ----------- | ------------------------------------------------ | -------------- | --------------------- | ----------------- |
| 1979–1983   | Ramon Aguiló Munar                               | PSIB-PSOE      | 19/04/1979            | --                |
| 1983–1987   | Ramon Aguiló Munar                               | PSIB-PSOE      | 28/05/1983            | --                |
| 1987–1991   | Ramon Aguiló Munar                               | PSIB-PSOE      | 30/06/1987            | --                |
| 1991–1995   | Joan Fageda Aubert                               | PP             | 15/06/1991            | --                |
| 1995–1999   | Joan Fageda Aubert                               | PP             | 17/06/1995            | --                |
| 1999–2003   | Joan Fageda Aubert                               | PP             | 03/07/1999            | --                |
| 2003–2007   | Catalina Cirer Adrover                           | PP             | 14/06/2003            | --                |
| 2007–2011   | Aina Calvo Sastre                                | PSIB-PSOE      | 16/06/2007            | --                |
| 2011–2015   | Mateu Isern Estela                               | PP             | 11/06/2011            | --                |
| 2015–2019   | José Francisco Hila Vargas Antoni Noguera Ortega | PSIB-PSOE MÉS  | 13/06/2015 30/06/2017 | Pacte de govern   |
| 2019-2023   | José Francisco Hila Vargas                       | PSIB-PSOE      | 15/06/2019            | --                |
| Des de 2023 | Jaume Martínez Llabrés                           | PP             | 17/06/2023            | Govern en minoria |